# Hans Ried

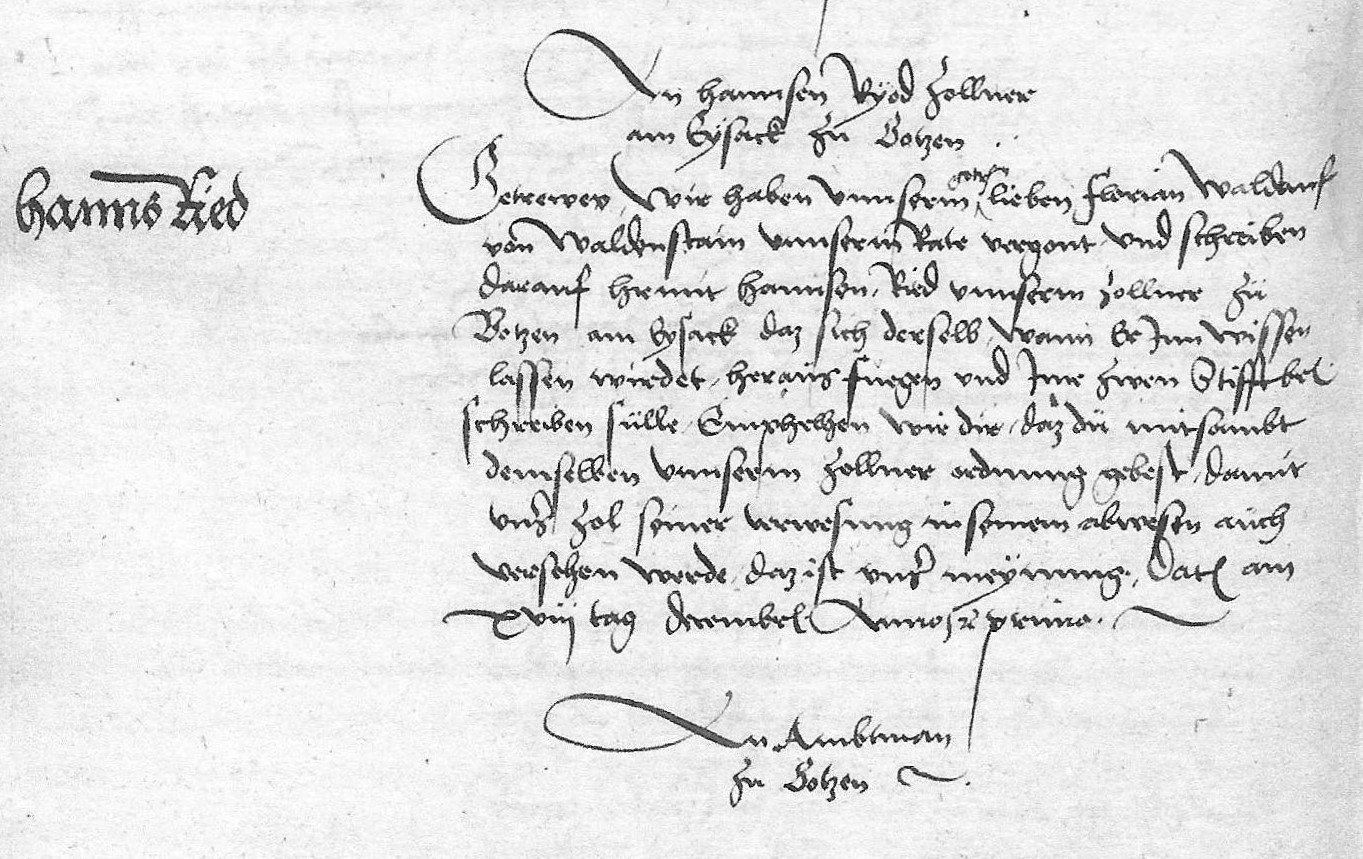
Hans Ried, Bozener Zöllner am Eisack (1501), TLA, OÖ. Kammerkopialbücher Entbieten u. Befelch, fol. 20v

Hans Ried (geb. vor 1465 in Bozen; gest. 1516 ebenda) war ein Tiroler landesfürstlicher Amtmann und Zollbeamter am Eisack in Bozen.
Der geübte Schreiber fertigte ab 1504 im Auftrag König Maximilians I., vorwiegend in seiner Heimatstadt, die großangelegte Epensammlung des Ambraser Heldenbuchs an. Die Prunkhandschrift umfasst 25 deutschsprachige Literaturdenkmäler der mittelalterlichen Heldenepik, viele von ihnen – so etwa das Kudrunlied oder der Erec Hartmanns von Aue – sind als Unikate überhaupt nur in Rieds Kompilation überliefert.
Ried verstarb 1516.